# 元寿 (仪陇县侯)
元寿（550年—612年3月1日），字长寿，河南洛阳人，北周凉州刺史是雲寶之子，北周、隋朝官员。

## 生平
父亲是雲寶早亡，他当时九岁，侍奉母亲，非常孝顺。北周封隆城县侯、仪陇县侯，授仪同三司。隋文帝建立隋朝后，元寿奉命前往淮浦監修战船，准备对南陈的征伐。開皇四年，参与监督修建漕渠，被任命为尚书省主爵郎。
開皇八年，晋王杨广被任命为元帅，出征南陈，元寿時任扬州長史，被授任行军总管長史，兼领元帅府属。南陈灭亡后，元寿为扬州总管府长史，不久被召入京任为尚书左丞。开府萧摩诃让儿子去江南重收快死的妻子的家产，御史也不弹劾。元寿将御史韩微之、刘行本和萧摩诃一起弹劾。
後元寿改任太常少卿、兼任雍州司馬，數年後改任基州刺史、太府少卿。进位开府。隋炀帝继位，汉王杨谅举兵反，左仆射杨素为行军元帅，元寿为长史。身先士卒，平定后以功劳授大将军，迁太府卿。608年，拜内史令，从隋炀帝西讨吐谷浑。元寿率军屯驻金山，东西连营三百余里，围困吐谷浑可汗伏允。还军，拜元寿右光禄大夫。611年，兼左翊卫将军，从征辽东高句丽，612年正月甲辰，元寿行至涿郡，得病去世，时年六十三。隋炀帝哀悼惋惜。赠尚书左仆射、光禄大夫，封博平侯，谥号景。
其子元敏为守内史舍人，宇文化及之反，元敏参与谋划，授内史侍郎，为沈光所杀。

## 族属和姓氏
元寿哥哥是云侃墓志中记载是云氏曾经“分源弱水”，也就是出自内蒙古的额济纳河，故宫博物院研究馆员王素认为是云氏也有可能为高车族。中央民族大学历史文化学院李鸿宾教授认为，根据《元和姓纂》“是云元”条目，元寿这一家原本姓元，是拓跋皇族任城王元澄之后，因躲避魏末年战乱，依托于是云氏，遂沿用其姓，至隋后又改复元氏，于是才有《隋书》的元寿而不是是云寿了。但若依据元寿长兄是云侃的墓志，志文称“其先出自轩辕”，这是拓跋部等北族一般性的托附，不足以凭信；“受氏于有魏太武皇帝”才道出其族属的真正面貌：他们是归附于拓跋的其他北方族系。志文又说“折侯真是云尚书，即君之十纨裤子弟”以及“构本寿丘，分源弱水，洪澜茂绪，奕叶绵长”等句，描述其家族渊源有序，墓志铭并没有将其家系与拓跋皇族连接起来，表明自身的族系脉络十分清晰，这也与《魏书·官氏志》的记载相互契合。所以作为是云侃同胞兄弟的是云（元）寿到隋朝始复元氏，李鸿宾认为有冒托北魏宗族的嫌疑，或者说《元和姓纂》的那段记载是后来依托假冒的；还有一种可能，那就是至少到是云（元）寿这一辈人，他们长久依附拓跋魏，早已将自己与拓跋联系在一起，从而认为自己真的就是拓跋的组成部分，族属亦改换成拓跋了。元寿先人以避乱托付是云氏而又复原本姓“拓跋·元”的故事，即使是杜撰的，也反应着这个时代的普遍性诉求。李鸿宾认为，是云宝这个家族，到了是云侃、是云寿这代人，其姓氏开始出现分化，是云侃依旧延续原有的姓氏，但是云寿则依托于元氏，将自己（的家族）与宗室皇姓结合在一起，从而抛弃了是云本姓。如果这种可能性成立，那么元寿的姓氏应当就是托冒的。

## 家庭

### 十二世祖
- 是云某，北魏尚书[1]

### 祖父
- 是云敦，北魏内三郎、大宁郡太守、赠相州刺史[1]

### 父亲
- 是云宝，北周使持节、大将军、大都督、凉甘瓜三州诸军事、凉州刺史、洞城哀公[1]

### 兄弟
- 是云侃，北周使持节、骠骑大将军、开府仪同三司、大都督、宜敷丹三州诸军事、宜州刺史、洞城郡开国公[1]

### 子女
- 元敏，隋朝内史侍郎
- 元英，嫁龍門郡公王長述之子寿州刺史王文楷[3]

## 延伸阅读
[在维基数据编辑]
 《北史·卷075》，出自李延壽《北史》
 《隋書·卷63》，出自魏徵《隋书》